# Kadavar (deutsche Band)
Kadavar ist eine deutsche Rockband aus Berlin und wurde im Jahr 2010 gegründet. Sie wird den Stilrichtungen Proto-, Stoner- und Psychedelic-Rock zugerechnet. Die Band bestand ursprünglich aus drei und seit 2023 aus vier Mitgliedern.

## Geschichte

### Gründung und erstes Album (2010 bis 2012)

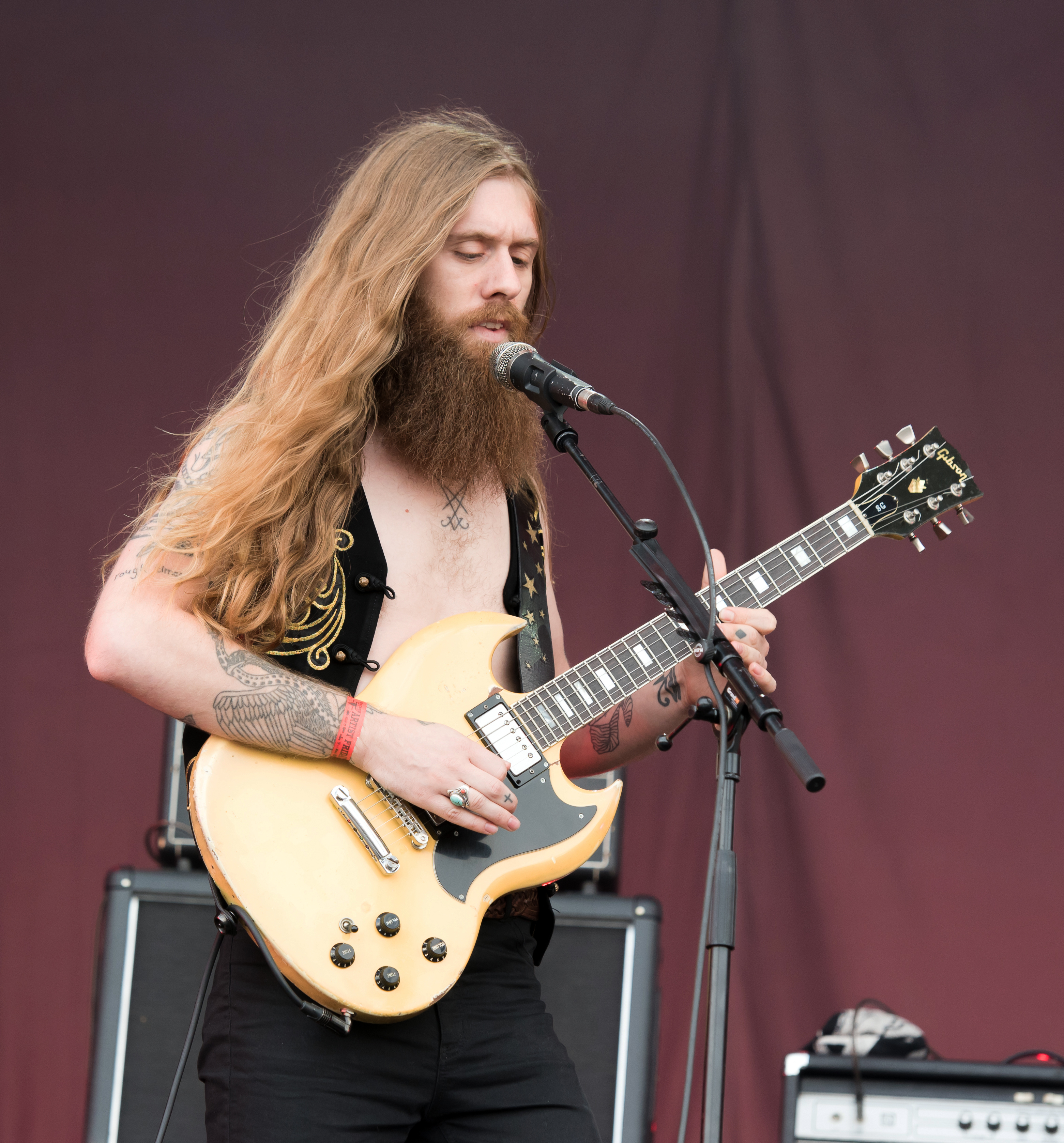
Christoph „Lupus“ Lindemann (2017)

Der Grundstein zur Band wurde von den als Kern der Band geltenden Musikern Philipp „Mammut“ Lippitz an der Gitarre und Schlagzeuger Christoph „Tiger“ Bartelt gelegt. Diese begannen im Jahr 2010 zusammen zu spielen. Nach wenigen Proben stieß Christoph „Lupus“ Lindemann dazu, der ursprünglich den Part des Bassisten und Sängers besetzen sollte, sich aber bald für die Gitarre entschied. So konnte nun Mammut an den Bass wechseln. Christoph „Tiger“ Bartelt stammt ursprünglich aus Ibbenbüren im Münsterland und war dort als Jugendlicher Vizestadtmeister im Tennis. Christoph „Lupus“ Lindemann kommt aus Creuzburg in Thüringen und spielte als Jugendlicher Handball beim ThSV Eisenach.
Die Musiker suchten einen deutschen Bandnamen, den man auch im Ausland versteht und eine Brücke zum Krautrock schlägt. Nachdem die Musiker zeitweilig an Monokel oder Diamant gedacht hatten, entschied man sich schließlich für Kadaver. Auf Vorschlag ihres Grafikers ersetzte man das e durch ein drittes a. Zum einen hatte dies optische Gründe, zum anderen gefiel den Musikern die neue Schreibweise besser. In einem Interview beschreibt Lupus Lindemann die Entwicklung des Kleidungsstils in erster Linie durch Geldnot und die Auswahl an Second-Hand-Läden in Berlin. Im Jahre 2012 erschien das selbstbetitelte Debütalbum Kadavar, dessen Erstauflage bereits vor der Veröffentlichung nur durch die Vorbestellungen ausverkauft war. Aufgrund von Visa-Problemen konnte eine eigentlich geplante Tournee während einer USA-Reise bis auf den Auftritt beim Festival South by Southwest nicht stattfinden. Um die Zeit zu nutzen, reiste die Band durch das Land und drehte den Videoclip zum Song Come Back Life.

### Abra KadavarundBerlin(2012 bis 2016)

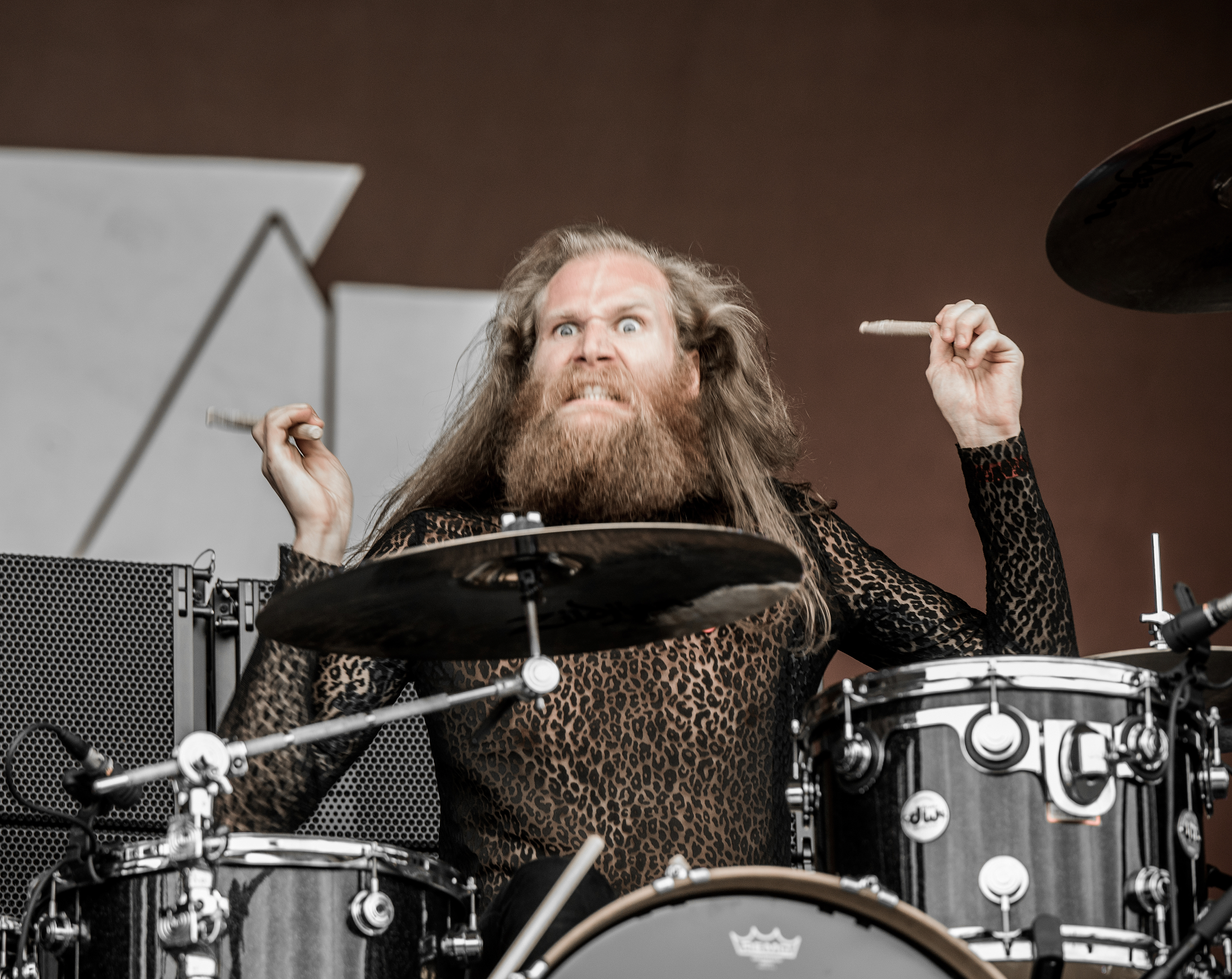
Christoph „Tiger“ Bartelt (2017)

Mitte des Jahres 2013 stieg Bassist „Mammut“ aus der Band aus. Bei den letzten Liveauftritten wurde er bereits durch den aus Montmorillon in Frankreich stammenden Simon „Dragon“ Bouteloup ersetzt. Bouteloup spielt seit Ende des Jahres 2012 auch bei der Metal-Band The Oath. Deren erste Single wurde von Christoph „Tiger“ Bartelt produziert. Das zweite Album Abra Kadavar stieg auf Platz 42 der deutschen Charts ein. Es folgte eine Tournee mit Wolfmother durch Europa. Am 6. Juni 2014 wurde das Livealbum Live in Antwerp veröffentlicht und Kadavar spielten auf den Festivals Vainstream Rockfest, Rock’n’Heim und dem Hammer of Doom. Kadavar wurden bei den Metal Hammer Awards 2013 und 2014 jeweils in der Kategorie Up and Coming nominiert, die Preise gingen jedoch an Electric Callboy bzw. Insomnium.
Anfang 2015 begannen Kadavar mit den Arbeiten an ihrem dritten Studioalbum. Berlin wurde am 21. August 2015 veröffentlicht und stieg auf Platz 18 der deutschen Albumcharts ein. Darüber hinaus schaffte die Band erstmals den Sprung in die österreichischen und schweizerischen Charts und landete dort auf den Plätzen 56 bzw. 88. Kadavar spielten bei den Festivals Rock am Ring/Rock im Park und Summer Breeze. Eine Headlinertournee durch Europa zusammen mit den Vorgruppen The Shrine und Horisont folgte im Herbst 2015. Im Februar 2016 veröffentlichte die Band eine kostenfreie Split-Single gemeinsam mit der finnischen Thrash-Metal-Band Lost Society, bevor einen Monat später eine Europatournee mit Death Alley sowie Festivalauftritte beim Rock Hard Festival, dem Graspop Metal Meeting und dem Rockavaria folgten. Im Herbst 2016 spielten Kadavar zusammen mit Blues Pills und der Vorgruppe Stray Train eine Co-Headlinertournee durch Europa.

### Rough TimesundFor the Dead Travel Fast(2017 bis 2019)

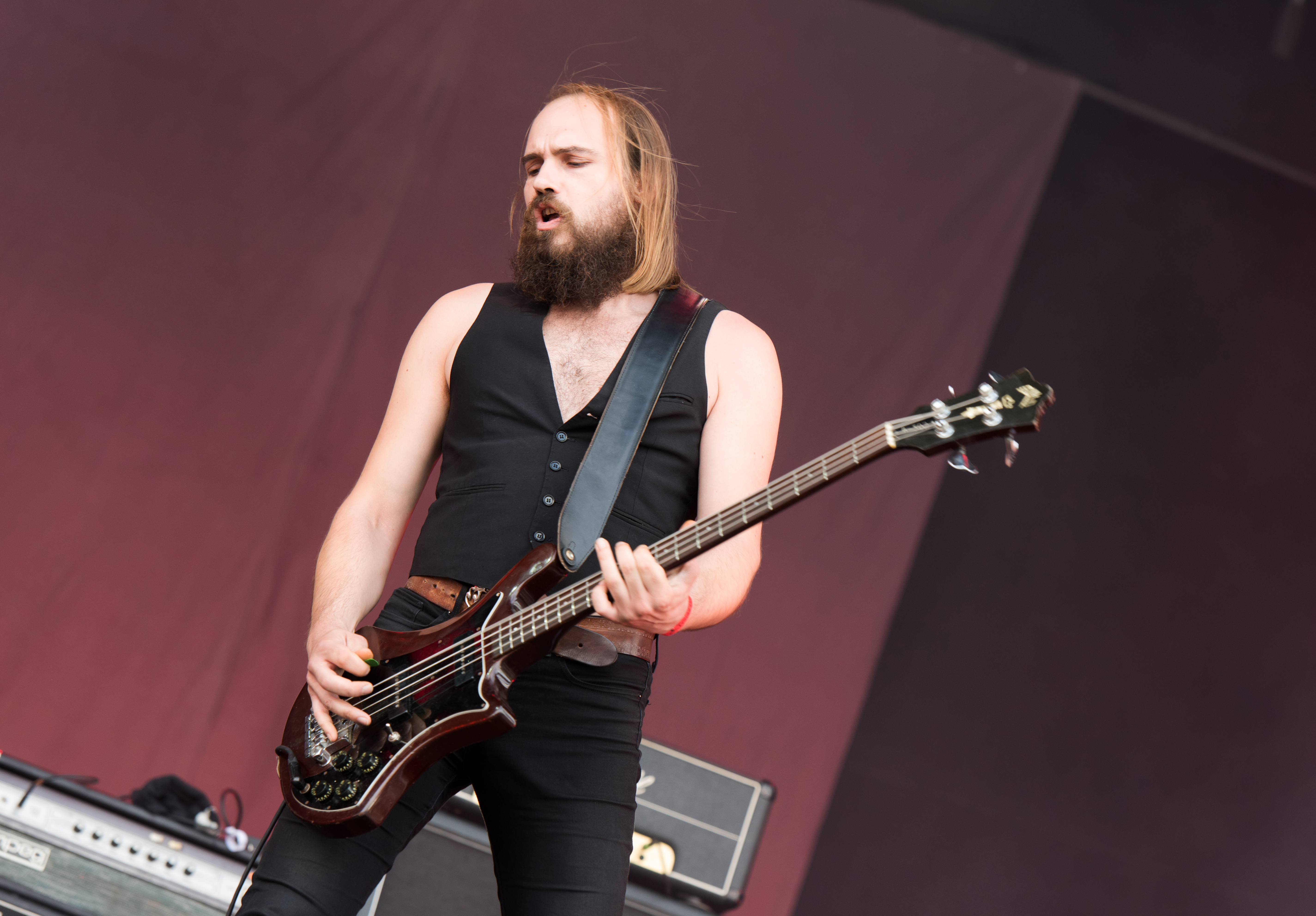
Simon „Dragon“ Bouteloup (2017)

Anschließend begannen Kadavar mit den Aufnahmen zu ihrem vierten Studioalbum Rough Times, das am 29. September 2017 erschien und Platz 30 der deutschen, Platz 43 der österreichischen und Platz 71 der Schweizer Albumcharts erreichte. Zwischenzeitlich spielte die Band auf verschiedenen Festivals wie dem Rockharz Open Air oder dem Wacken Open Air. Im Oktober 2017 folgte eine Europatournee mit den Vorgruppen Mantar und Stray Train. Kadavar spielten im Sommer 2018 auf dem Graspop Metal Meeting und dem Summer Breeze. Darüber hinaus spielte die Band im Vorprogramm von Ozzy Osbourne bei dessen letzten Deutschlandkonzert in Oberhausen sowie in Ludwigsburg als Vorband der Scorpions.
Bei den Metal Hammer Awards 2018 wurden Kadavar in der Kategorie Beste deutsche Band nominiert. Der Preis ging jedoch an die Band Kissin’ Dynamite. Im Herbst 2018 folgte eine Europatournee mit Monolord und ein Auftritt beim Metal Hammer Paradise. Dazwischen veröffentlichte die Band am 12. Oktober 2018 das Livealbum Live in Copenhagen, das auf Platz 95 der deutschen Albumcharts einstieg. Kadavar verlängerten ihren Vertrag bei Nuclear Blast und veröffentlichten am 11. Oktober 2019 ihr fünftes Album For the Dead Travel Fast. Das Album stieg auf Platz acht der deutschen Albumcharts und Platz sechs der deutschen Vinylcharts ein. Allerdings konnte sich das Album weder in den österreichischen noch in den Schweizer Albumcharts platzieren.

### The Isolation TapesundA Story of Darkness & Light(2019 bis 2024)

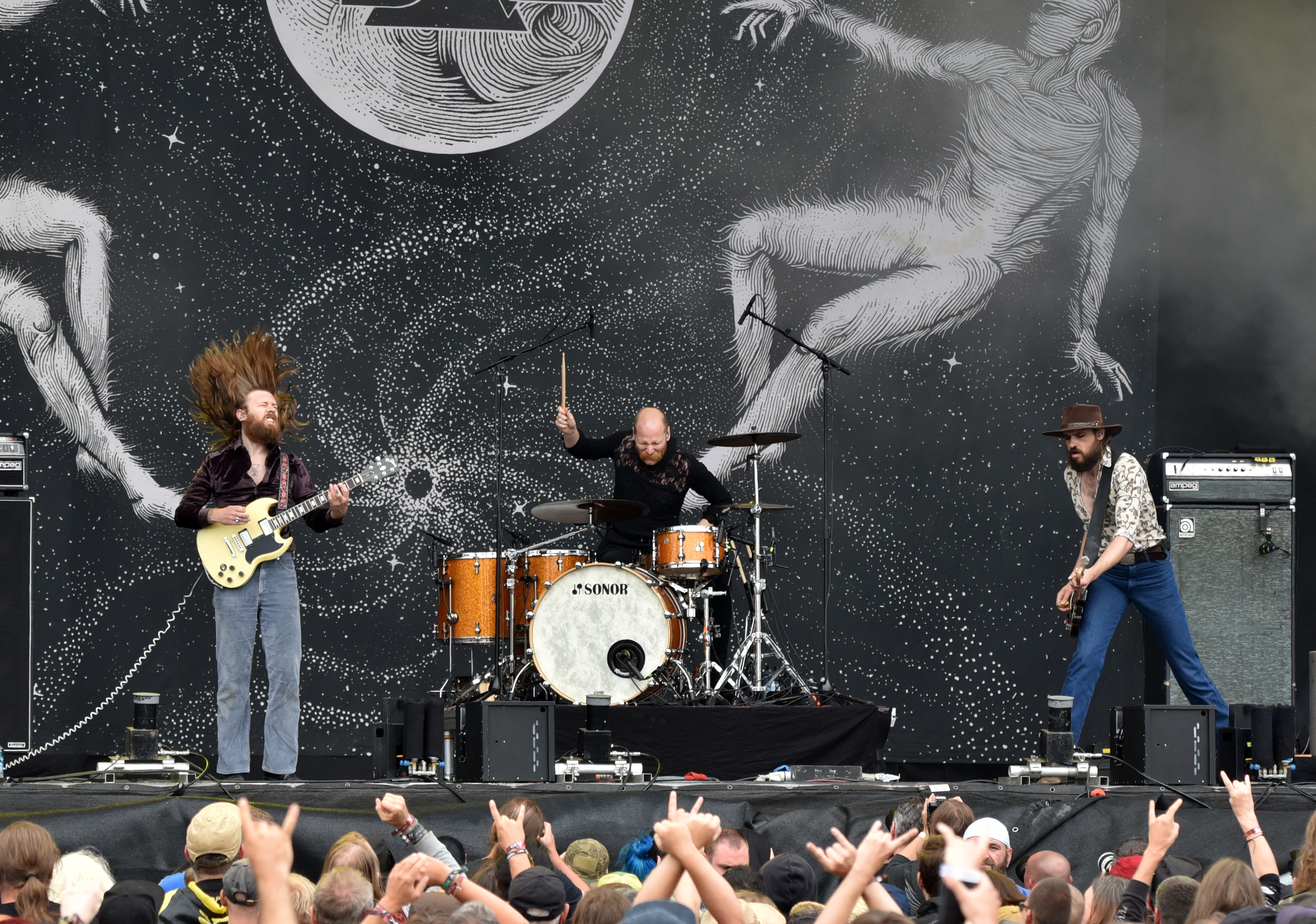
Kadavar live beim Wacken Open Air 2022

Durch die COVID-19-Pandemie konnten Kadavar ab dem Frühjahr 2020 keine Konzerte spielen. Die Musiker nutzten die Zeit, um ein neues Album über das Thema Isolation, Veränderung und geistige Entwicklung zu schreiben. Das The Isolation Tapes genannte Album erschien am 23. Oktober 2020 über das bandeigene Label Robotor Records. The Isolation Tapes erreichte Platz zehn der deutschen Albumcharts. Am 19. März 2021 veröffentlichten Kadavar eine Split-Single mit der schwedischen Band Lucifer. Kadavar coverten dafür das Lied The Green Manalishi (with the Two Prong Crown) von Fleetwood Mac, während Lucifer Pull Away/So Many Times von Dust coverten.
Anschließend trafen sich Kadavar im Frühjahr 2021 mit der US-amerikanischen Band Elder in Berlin und nahmen ein gemeinsames Album auf. Kadavars Schlagzeuger Christoph „Tiger“ Bartelt erklärte dazu, dass er einfach noch nicht bereit gewesen sei, ein neues eigenes Studioalbum aufzunehmen. Das unter dem Namen Eldovar erscheinende Kollaborationsalbum A Story of Darkness & Light wurde für den 3. Dezember 2021 über Roboter Records veröffentlicht und erreichte Platz 20 der deutschen und Platz 54 der österreichischen Albumcharts. Im März 2023 stellte die Band mit Jascha Kreft ein neues Mitglied vor. Für das Album Long Player der Fantastischen Vier haben Kadavar bei drei Liedern die Instrumentale komponiert und eingespielt.

### I Just Want to Be a Sound(seit 2025)
Für den 16. Mai 2025 kündigte die Band ihr siebtes Studioalbum I Just Want to Be a Sound an, welches erstmals als Quartett eingespielt wurde und über das Plattenlabel Clouds Hill veröffentlicht wird. Produziert wurde das Album von Max Rieger, dem Sänger und Gitarristen der Band Die Nerven.

## Stil
Bei Kadavar stand von Anfang an eine eigensinnige Umsetzung der Ideen von Doom-, Space- und sogar Krautrock- und Proto-Metal-Urvätern der zweiten Reihe, wie Pentagram, Hawkwind oder Grand Funk Railroad, im Vordergrund. Authentizität der 1970er ist auch bei der Aufnahmetechnik ein wichtiges Kriterium; so wird ausschließlich live auf originalem Equipment der Zeit aufgenommen. Mit der als „hartes Panning“ bezeichneten Verteilung der Tonspuren (Gitarre auf dem linken Kanal, Bass auf dem rechten, Schlagzeug auf dem halbrechten sowie Gesang in der Mitte) soll dabei eine möglichst originalgetreue Reproduktion der Live-Auftritte der Gruppe erzielt werden.
Auch wenn ihre ehemalige Plattenfirma Nuclear Blast Kadavar als „leaders of the German occult rock movement“ (Anführer der deutschen Okkultrockbewegung) bezeichnet, sieht sich die Band nicht als „Okkult- oder Satanisten-Rocker“.

## Diskografie
Studioalben

| Jahr | Titel Musiklabel                       | Höchstplatzierung, Gesamtwochen, AuszeichnungChartplatzierungen (Jahr, Titel, Musiklabel, Platzierungen, Wochen, Auszeichnungen, Anmerkungen) | Höchstplatzierung, Gesamtwochen, AuszeichnungChartplatzierungen (Jahr, Titel, Musiklabel, Platzierungen, Wochen, Auszeichnungen, Anmerkungen) | Höchstplatzierung, Gesamtwochen, AuszeichnungChartplatzierungen (Jahr, Titel, Musiklabel, Platzierungen, Wochen, Auszeichnungen, Anmerkungen) | Anmerkungen                                                          |
| Jahr | Titel Musiklabel                       | DE | AT | CH | Anmerkungen                                                          |
| ---- | -------------------------------------- | --- | --- | --- | -------------------------------------------------------------------- |
| 2012 | Kadavar This Charming Man Records      | DE30 (1 Wo.)DE | — | — | Erstveröffentlichung: 10. Juli 2012 Charteinstieg erst 2024          |
| 2013 | Abra Kadavar Nuclear Blast             | DE42 (2 Wo.)DE | — | — | Erstveröffentlichung: 12. April 2013                                 |
| 2015 | Berlin Nuclear Blast                   | DE18 (3 Wo.)DE | AT56 (1 Wo.)AT | CH88 (1 Wo.)CH | Erstveröffentlichung: 21. August 2015                                |
| 2017 | Rough Times Nuclear Blast              | DE30 (1 Wo.)DE | AT43 (1 Wo.)AT | CH71 (1 Wo.)CH | Erstveröffentlichung: 29. September 2017                             |
| 2019 | For the Dead Travel Fast Nuclear Blast | DE8 (3 Wo.)DE | — | — | Erstveröffentlichung: 11. Oktober 2019 # 6 der deutschen Vinylcharts |
| 2020 | The Isolation Tapes Robotor Records    | DE10 (2 Wo.)DE | — | — | Erstveröffentlichung: 23. Oktober 2020                               |

## Auszeichnungen
Metal Hammer Awards
| Jahr | Kategorie           | für     | Resultat  |
| ---- | ------------------- | ------- | --------- |
| 2013 | Up and Coming       | Kadavar | Nominiert |
| 2014 | Up and Coming       | Kadavar | Nominiert |
| 2018 | Beste deutsche Band | Kadavar | Nominiert |